# Patrick Bowes-Lyon (15e comte de Strathmore et Kinghorne)
Patrick Bowes-Lyon, 15e comte de Strathmore et Kinghorne (22 septembre 1884 - 25 mai 1949) est un homme politique, militaire et pair britannique.
Il est un oncle d'Élisabeth II.

## Biographie
Patrick Bowes-Lyon est né le 22 septembre 1884 à St Paul's Walden Bury, Hertfordshire de Claude Bowes-Lyon, 14e comte de Strathmore et Kinghorne et Cecilia Nina Cavendish-Bentinck. Il est un frère aîné d'Elizabeth Bowes-Lyon (plus tard la reine mère), et donc un oncle d'Élisabeth II et de la princesse Margaret. Au déclenchement de la Première Guerre mondiale, il sert dans la Black Watch. Le 19 juin 1920, il est nommé lieutenant adjoint du Forfarshire.
En tant qu'oncle maternel de la mariée, il est l'un des principaux invités au mariage de la princesse Elizabeth et Philip Mountbatten en 1947.

## Mariage et descendance
Le comte épouse Dorothy Beatrix Godolphin Osborne (3 décembre 1888 - 18 juin 1946), fille de George Osborne (10e duc de Leeds), le 21 novembre 1908 à Londres. Le couple a quatre enfants :
- John Patrick Bowes-Lyon, Master of Glamis (1er janvier 1910 - 19 septembre 1941), décédé au combat, célibataire ;
- Cecilia Bowes-Lyon (28 février 1912 - 20 mars 1947) elle est demoiselle d'honneur au mariage du prince Albert, duc d'York et de Lady Elizabeth Bowes-Lyon le 3 mai 1923. Elle épouse le major Kenneth Douglas Evelyn Herbert Harington le 8 mars 1939 ;
- Timothy Bowes-Lyon (16e comte de Strathmore et Kinghorne) (18 mars 1918 - 13 septembre 1972) épouse Mary Bridget Brennan le 18 juin 1958. Ils ont une fille ;
- Nancy Moira Bowes-Lyon (18 mars 1918 - 11 février 1959), elle épouse Lance Amigo Percy Burra Robinson le 25 avril 1940; ils divorcent en 1950. Ils ont deux fils. Elle s'est remariée avec John Michael Matheson Blair en 1954.

La comtesse de Strathmore et Kinghorne est décédée le 18 juin 1946, à 57 ans. Patrick Bowes-Lyon lui a survécu près de trois ans et est décédé le 25 mai 1949 à Angus, en Écosse, à l'âge de 64 ans.